# 日本のオーストラリア空襲
日本のオーストラリア空襲（にほんのオーストラリアくうしゅう）は、第二次世界大戦中の1942年2月から翌1943年11月までの期間にわたり、連合国の一国であるオーストラリア本土、地域の主要空域、周辺諸島、沿岸輸送ラインの船舶に対し、大日本帝国海軍および大日本帝国陸軍の航空機により行われた一連の空襲の事を指す。

## 概要

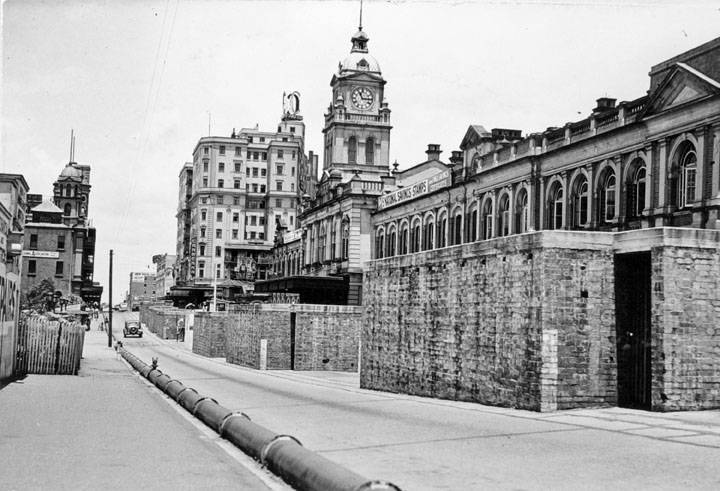
ブリスベン市内の防空シェルター（1945年）

オーストラリア本土は、第二次世界大戦中に日本軍機により少なくとも97回の攻撃をうけた。最初でかつ最も大規模だったのは1942年2月19日朝の空襲で、ダーウィンは242機の艦載機に攻撃され、少なくとも243人が死亡し、数百人が住宅を失った。ポート・ダーウィンはこのために海軍の主要基地としての機能を完全に喪失した。
これらの攻撃に対し、王立オーストラリア空軍（RAAF）、オーストラリア陸軍、王立オーストラリア海軍、アメリカ陸軍航空軍、アメリカ海軍、英国王立空軍（RAF）、オーストラリアに逃亡したオランダ王立東インド空軍が反撃を行った。ほか、ブリスベンをはじめとした都市部では防空シェルターの整備が行われた。
また日本軍の上陸が予想されたことから、オーストラリア政府と軍により沿岸の警備や海岸線への地雷の埋設、避難訓練が行われたほか、学童疎開の実施も検討された。
これらの攻撃により、死者は400人以上、負傷者1,000人以上が出たとされ、さらに日本軍は軍事施設や軍用兵器類だけではなく、港湾や民間管理の飛行場、鉄道や燃料タンクといった戦時の補給線であるインフラストラクチャーも攻撃目標とした。このためこれらの施設に勤務する、もしくは近隣に在住する多くの非軍属の労働者らも被害に遭った。最後の空襲は1943年11月であった。

## 初期の日本軍の空襲
日本軍がオーストラリアに対して一連の空襲を実施した目的は、日本軍がオランダ領東インド諸島を占領したのに対抗しようとして、連合国軍が北オーストラリアにある各基地を使用するのを妨害するためだった。

### ダーウィンへの最初の空襲

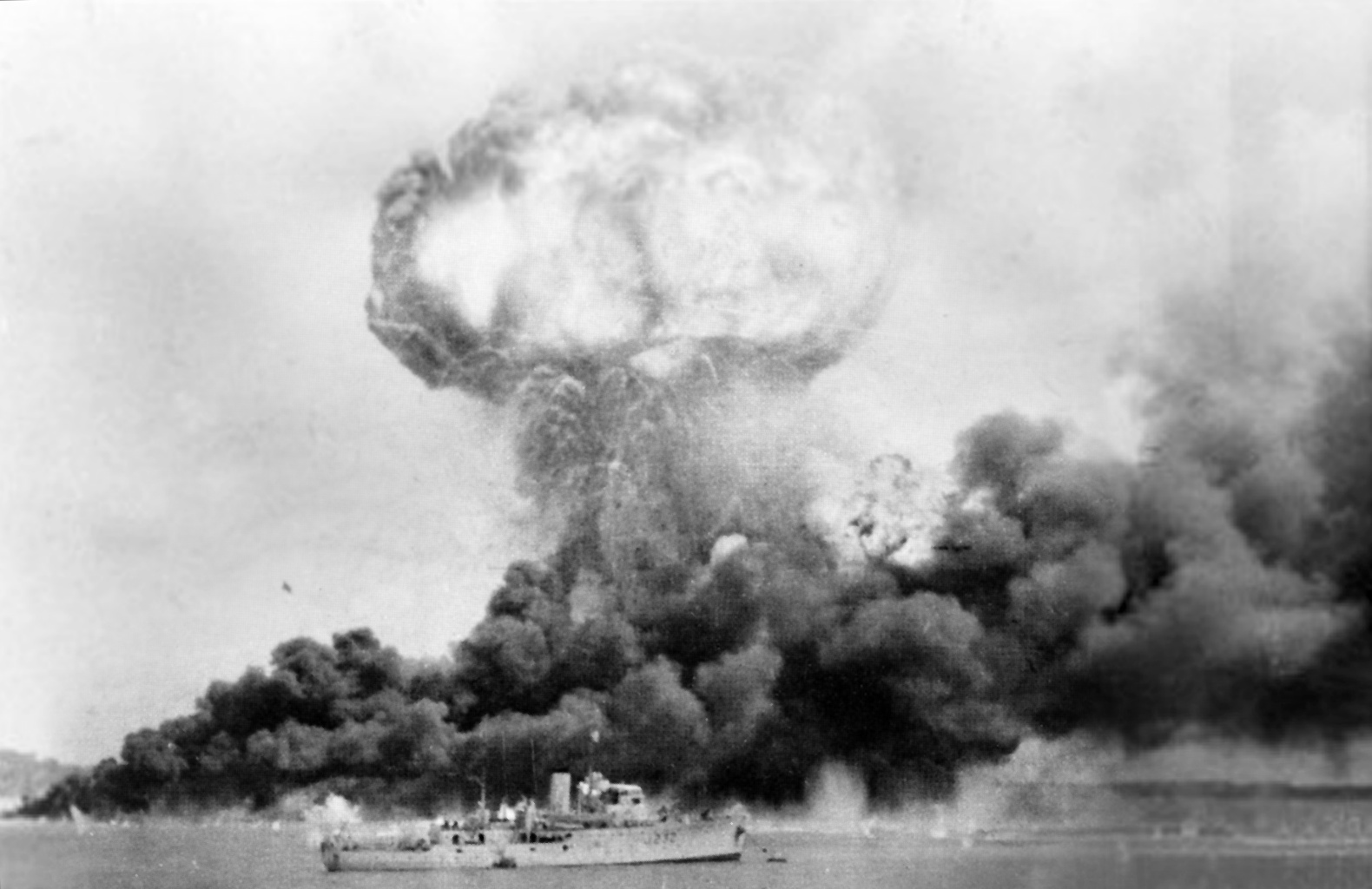
石油貯蔵タンクの爆発、ダーウィンへの日本による最初の空襲で攻撃された。手前はHMAS デロラインで損害をまぬがれた（1942年2月19日）

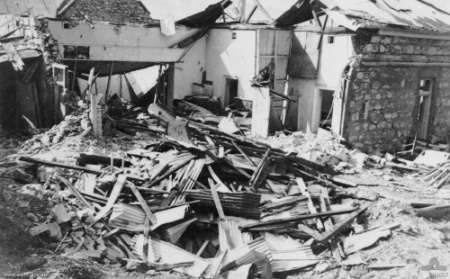
爆撃で破壊されたダーウィン市内の郵便局（1942年2月19日）

1942年2月19日のダーウィン市への爆撃は、日本がオーストラリア本土に対して行った最初にして最大規模の攻撃だった。2月19日に4隻の日本航空母艦（赤城、加賀、飛龍、蒼龍）はオーストラリア北西のチモール海の洋上から計188機を発進させた。これらの艦載機はポート・ダーウィンに甚大な被害を与え、アメリカ海軍の「USS パーリー」を含む9隻の船舶が沈没した。
同日午後に54機の陸上攻撃機によって実施された空襲は、市街地と王立オーストラリア空軍（RAAF）のダーウィン基地にさらなる被害を与え、20機の軍用機が破壊された。これらの攻撃に使用された弾薬量は、前年12月に行われた真珠湾攻撃の総量を凌ぐと言われている。
避難した多くの民間人と共に、軍すらも街から逃亡してしまったため、損害の確認に手間取ることとなったが、最終的に確認できた連合国側の人的被害は251人が死亡、300人から400人が負傷し、その大部分はイギリス軍やアメリカ軍などの、オーストラリア人以外の連合国軍水兵たちだった。ダーウィン市を防衛していたオーストラリアおよびアメリカ軍はわずかに日本機4機を撃破できただけで、この一連の空襲は完全に成功した。
全く無警戒であったオーストラリア側には、
- 「フットボール競技場で我々が受けとった最初の通報は、海上での空中戦という誤報だった」
- 「空襲の警報システムなどなかった。それどころか、我々は実弾を撃ったこともなかった」
- 「弾を命中させることがまったく困難だった。その熱帯気候ではたとえ短期間であろうと、信管を有効なまま貯蔵しておくことすら難しかった（有効な弾薬すらなかった）」
- 「爆撃機を一機撃ち落した。だがそれは、向こうの方から我々の砲弾に当ってくれたと言ったほうが正確だったろう」

というような証言が残っている。

### ブルームへの攻撃

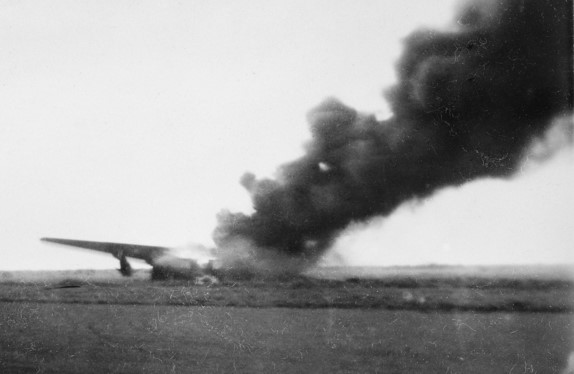
炎上するB-24リベレーター（1942年3月3日）

1942年3月3日に、9機の日本海軍の零式艦上戦闘機が、西オーストラリア州北西沿岸の町であるブルームの空港と港湾施設を攻撃した。
ブルームは小さな町だが、当時日本軍のジャワへの進攻によってオランダ領東インドから避難してくる民間人と、退却してくるオランダ軍やアメリカ軍関係者の脱出ルート上に位置する主要な航空基地となっていた。
攻撃は零戦による機銃掃射であり、爆弾は投下されなかったが、アメリカ軍のB-24リベレーター爆撃機が破壊されたほか、14機の飛行艇が破壊され、35人から40人が死亡するという被害を出した。
さらにブルームにはほとんど防御の備えがなされていなかったので、日本軍側に与えた損失は軽く、ブルーム上空で零戦1機を撃墜した他、もう1機に損害を与え、基地帰還失敗で損失させたにとどまった。

### クイーンズランド州北部への攻撃

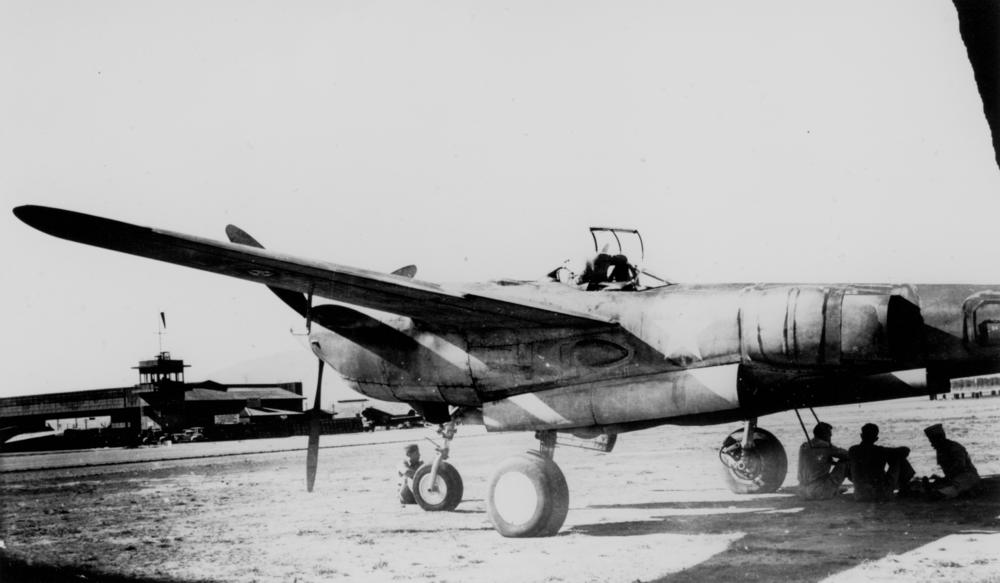
タウンズビルの基地に展開するアメリカ軍のF-4偵察機（1942年7月）

オーストラリア北東沿岸部のクイーンズランド州最大の港湾都市であるタウンズビルの郊外には、アメリカ陸軍航空隊の主要な航空基地があり、1942年7月後半の3夜に、日本海軍飛行艇の空襲をうけた。
7月25日から26日にかけての深夜に、市街地に3機の日本軍の大型飛行艇による攻撃をうけたが、3機から投下された6個の爆弾は海に落ち被害はなかった。タウンズビルは7月28日の早朝に2度目の攻撃をうけ、1機の飛行艇から8個の爆弾が投下されたが、それらは街の郊外の潅木地帯に着弾した。6機の P-39 エアラコブラはこの日本機を迎撃しようと離陸したが迎撃には失敗した。
タウンズビルへの3度目の空襲は7月29日の夜におきた。1機の飛行艇が再び街を攻撃して来て、6個の爆弾は海に落ちたが7個目は街の競馬場トラックコースに損傷を与えた。この日本機は4機のエアラコブラに迎撃され損傷をうけたが無事帰還した。
4度目の空襲は7月31日、クイーンズランド州最北区で発生した。1機の飛行艇から1個の爆弾が投下され、モスマン（Mossman, Queensland）郊外の一軒家の民家近くで爆発して一人の子供が負傷した。

## 一覧

### 1942年

#### 2月
- 19日 10:00 ダーウィン（ノーザンテリトリー）。
- 19日 11:55 ダーウィン。
- 19日 メルヴィル島（ノーザンテリトリー）。
- 20日 ロンドンベリー（西オーストラリア）、輸送船MV Koolama大破。
- 27日 ダーウィン。(19日のダーウィン空襲にも参加していた豊島一一等飛行兵の操縦する零戦がメルヴィル島に不時着し、スネーク湾居留地のアボリジニに捕らえられた。カウラ第12戦争捕虜収容所に収容され、のち、捕虜反乱脱走事件の首謀者の一人として死亡した。)

#### 3月
- 3日 09:20　ブルーム（西オーストラリア）。第三航空隊所属の零式艦上戦闘機9機による機銃掃射で、少なくとも88人が死亡し、24機の作戦機が失われた。
- 3日 10:30　カルノー湾（Carnot Bay、西オーストラリア）。日本軍による攻撃を避けてオーストラリアに逃亡していたオランダ領インド航空のDC-3が、前述のブルームからの帰途にあった零式艦上戦闘機により撃墜された。ブルーム郊外80kmのところに墜落し、乗客4人が死亡した。積荷には150,000～300,000ポンドのダイヤモンドが含まれており、墜落後失われるか地元民に持ち去られるかした。
- 3日 09:20　ウィンダム（西オーストラリア）、(meatworks)。
- 3日 09:20　ウィンダム空港。
- 4日 14:00　ダーウィン、オーストラリア空軍基地。
- 14日 ホーンアイランド（クイーンズランド州）
- 16日 13:30　ダーウィン。オーストラリア空軍基地及びバゴット。
- 16日 ダーウィン。
- 14日 ホーンアイランド。
- 19日 11:40　ダーウィン、 Myilly Point and Larrakeyah。
- 20日 ブルーム空港、一式陸上攻撃機による爆撃で民間人1名死亡、空港に軽微な損害。
- 20日 ダービー（西オーストラリア）。
- 22日 00:51　ダーウィン。
- 22日 キャサリン（ノーザンテリトリー）。
- 23日 ダーウィン。
- 23日 ウィンダム。
- 23日 ウィンダム。
- 28日 12:30　ダーウィン、オーストラリア空軍基地。
- 30日 05:40?　ダーウィン、オーストラリア空軍基地。
- 30日 ダーウィン、オーストラリア空軍基地。
- 31日 13:20　ダーウィン、オーストラリア空軍基地。
- 30日 22:19　ダーウィン、オーストラリア空軍基地。

#### 4月
- 2日 15:30　ダーウィン(Harvey St, McMinn St, ロイヤル・ダッチ・シェル燃料タンク)。
- 2日 サトラー空軍基地。
- 5日 12:29　ダーウィン、オーストラリア空軍基地。
- 25日 14:00　ダーウィン、オーストラリア空軍基地。(高雄海軍航空隊。往路ダーウィン爆撃・復路ケンダリ撤退第一陣出撃)
- 27日 12:07　ダーウィン、オーストラリア空軍基地。(高雄海軍航空隊。往路ダーウィン爆撃・復路ケンダリに撤退)
- 30日 ホーンアイランド

#### 6月
- 13日 11:52　ダーウィン、オーストラリア空軍基地。
- 14日 13:14　ダーウィン市街地。
- 15日 12:20　ダーウィン(Larrakeyah to Stokes Hill)。
- 16日 12:01　ダーウィン市街地。
- 26日 20:50　ダーウィン。

#### 7月
- 7日 ホーンアイランド
- 25日 20:50　ダーウィン市街地。
- 26日 タウンズビル（クイーンズランド州）。
- 26日 21:39～22:54　ダーウィン、Vesteys Meatworks。
- 27日 22:27　ダーウィン、オーストラリア空軍基地及びKnuckey'sラグーン。
- 28日 00:45　ダーウィン、オーストラリア空軍基地。
- 28日 03:58　ダーウィン、市街地及びオーストラリア空軍基地。
- 28日 タウンズビル。
- 27日 00:59　ダーウィン、市街地及びKnuckey'sラグーン。
- 29日 タウンズビル。
- 30日 ホーンアイランド
- 30日 ケアンズ（クイーンズランド州）。
- 30日 ポートヘッドランド（西オーストラリア）。
- 31日 13:33　ダーウィン、オーストラリア空軍基地。
- 31日 モスマン（クイーンズランド州）。

#### 8月
- 1日 ホーンアイランド
- 21日 ウィンダム
- 23日 12:12　ヒューズ空軍基地。
- 24日 21:24　ダーウィン、オーストラリア空軍基地。
- 24日 22:14　Noonamah（ノーザンテリトリー）。
- 25日 00:05　ダーウィン及びパラプ（ノーザンテリトリー）。
- 27日 03:45～05:37　ダーウィン植物園、コックス半島（ノーザンテリトリー）。
- 28日 03:35　ダーウィン、鉄道操車場及びパターソン港。
- 30日 02:39　ダーウィン市街地。
- 31日 05:14　ダーウィン市街地及びコックス半島。

#### 9月
- 25日 03:41　ダーウィン、市街地及びKnuckey'sラグーン。
- 25日 05:48　ダーウィン、市街地及びDaly通り橋。
- 26日 05:22　リビングストン空軍基地（ノーザンテリトリー）。
- 27日 04:56　バイノ湾（ノーザンテリトリー）。
- 27日 05:44　ダーウィン市街地（フランシス湾）。

#### 10月
- 10日 ホーンアイランド

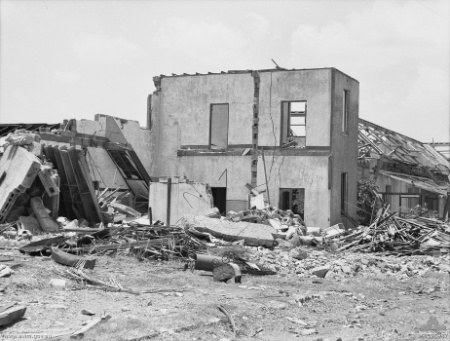
爆撃で破壊されたダーウィン市内の税関ビル（1942年10月）

- 24日 04:42　バチェラー空軍基地（ノーザンテリトリー）。
- 24日 04:52　ペル空軍基地（ノーザンテリトリー）。
- 24日 04:57　コックス半島。
- 24日 05:12　ダーウィン、オーストラリア空軍基地。
- 25日 05:30　ダーウィン、オーストラリア空軍基地及び市街地。
- 26日 04:54　ダーウィン、オーストラリア空軍基地及び市街地。
- 27日 02:20　ダーウィン、オーストラリア空軍基地及び市街地。

#### 11月
- 23日 03:00～04:39　ダーウィン、市街地及びオーストラリア空軍基地。
- 23日 クマリクリーク空軍基地（ノーザンテリトリー）。
- 26日 03:20 ダーウィン市街地、ヒューズ空軍基地、ストロース空軍基地（ノーザンテリトリー）。
- 27日 03:56～04:46 クマリクリーク空軍基地、ヒューズ空軍基地、ストロース空軍基地。

### 1943年

#### 1月
- 20日 22:44～00:15　Ironstone、サーチライト・連合国土木協議会（ノーザンテリトリー）。
- 21日 21:54　ダーウィン市街地（フランシス湾）。
- 22日 13:30　ヴェッセル諸島近海（ノーザンテリトリー）、オーストラリア海軍掃海艇パトリシア・キャム沈没。

#### 3月
- 2日 14:34　クマリクリーク空軍基地。

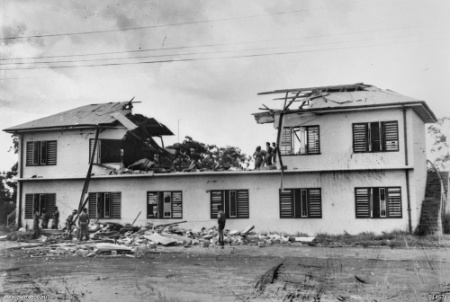
日本軍機の爆撃で破壊されたダーウィン市内の建物（1943年4月）

- 15日 23:20　ダーウィン、燃料タンク。

#### 5月
- 2日 10:15　ダーウィン、浮きドック及びオーストラリア空軍基地。
- 9日 Millingimbi（ノーザンテリトリー）。
- 10日 Millingimbi。
- 20日 エクスマス（西オーストラリア）。
- 21日 エクスマス。
- 28日 Millingimbi。

#### 6月
- 18日 ホーンアイランド
- 20日 10:43　ダーウィン、オーストラリア空軍基地とWinnellie（ノーザンテリトリー）。
- 28日 11:07　ヴェツィ（ノーザンテリトリー）。
- 30日 12:30　フェントン空軍基地（ノーザンテリトリー）。

#### 7月
- 6日 12:02　フェントン空軍基地。

#### 8月
- 13日 21:45　フェントン空軍基地。
- 13日 23:12　フェントン空軍基地及びクマリクリーク空軍基地。
- 13日 23:42　クマリクリーク空軍基地。
- 17日 ポートヘッドランド。
- 21日 00:37　フェントン空軍基地及びクマリクリーク空軍基地。
- 21日 03:30　ペル空軍基地。

#### 9月
- 15日 オンズロー（西オーストラリア）。
- 15日 00:25　フェントン空軍基地及びロング空軍基地（ノーザンテリトリー）。
- 18日 03:50　フェントン空軍基地及びロング空軍基地。
- 27日　Drysdale River Mission (Kalumburu) 空軍基地（西オーストラリア）。

#### 11月
- 10日 クマリクリーク空軍基地。
- 12日 03:53～05:30　パラプ、アデレード川、バチェラー空軍基地（ノーザンテリトリー）。

## 主な連合軍からの支援

### イギリス

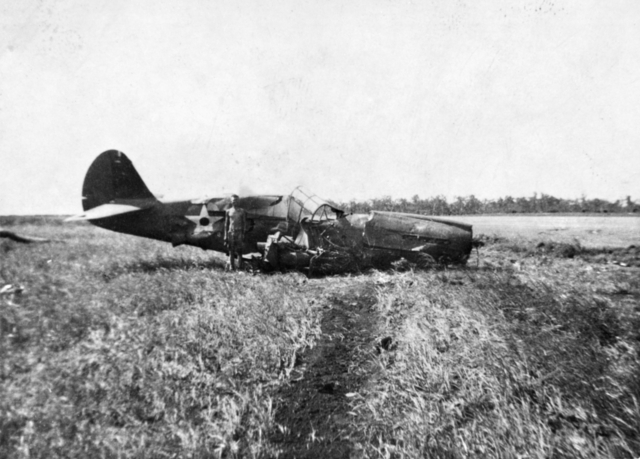
日本軍機に撃墜されたアメリカ軍のP-40（1942年2月19日）

1942年5月にイギリスからスピットファイアを装備する飛行隊の増援が決まり、オーストラリア空軍は第1航空団の編成をはじめた。しかし、地中海の戦局悪化と、日本軍にインド洋と南太平洋の制海権を奪われたことにより増援は中断され、10月に定数機の輸送を終えた。

### アメリカ
1942年3月中旬にアメリカ陸軍航空軍のP-40E ウォーホークを装備する第49戦闘機航空群がダーウィンに到着し、翌月から迎撃任務についた。
オーストラリア空軍と交代する8月までダーウィンで昼間爆撃を迎撃し、オーストラリア軍およびアメリカ軍の集計では、「21機を失ったが日本機を79機撃破した」とされるが、この集計は、戦果がかなり誇張されているとみられている。